# 北索西瓦河
北索西瓦河是俄羅斯的河流，位於漢特-曼西自治區內，屬於鄂畢河的左支流，流經西西伯利亞平原，河道全長754公里，流域面積98,300平方公里，在每年11月開始結冰，直至翌年4月。